# Oedicladium perplexum
Oedicladium perplexum là một loài Rêu trong họ Myuriaceae. Loài này được (Renauld & Cardot) Broth. mô tả khoa học đầu tiên năm 1905.